# Mijo Tunjić
Mijo Tunjić (* 24. Februar 1988 in Gradačac, SFR Jugoslawien) ist ein niederländischer Fußballspieler bosnischer Herkunft.

## Kindheit
Tunjićs kroatische Eltern flohen mit ihm, als er drei Jahre alt war, aus der SFR Jugoslawien nach Deutschland. Als er zehn Jahre alt war und die Familie ins heutige Bosnien-Herzegowina zurückkehren sollte, bekam sein Vater eine Arbeitsstelle in den Niederlanden und die Familie folgte dorthin nach. Tunjić bekam die niederländische Staatsbürgerschaft und durfte nach Deutschland zurückkehren.

## Karriere
In seiner Jugend spielte Tunjić zunächst für den SV Mettingen und den TSV Wäldenbronn, in den Niederlanden dann ein Jahr für AGOVV Apeldoorn und – zurück in Deutschland – für ein weiteres Jahr beim VfB Stuttgart. Anschließend lief er wieder für den TSV Wäldenbronn auf und über die Station TSV Köngen schloss er sich schließlich den Stuttgarter Kickers an. Im Sommer 2007 wurde er in die in der Oberliga Baden-Württemberg spielende Zweite Mannschaft der Kickers übernommen. Ab 2009 stand er gelegentlich im Drittligakader der Kickers. Sein Profidebüt gab er im Februar 2009, als er bei der Stuttgarter 0:2-Auswärtsniederlage gegen Fortuna Düsseldorf in der 77. Minute eingewechselt wurde. In seinem zweiten Ligaspiel erzielte er sein erstes Tor als Profi, das zum 2:1-Auswärtssieg der Kickers bei Dynamo Dresden führte. Insgesamt kam Tunjić in seiner ersten Profi-Saison auf sechs Einsätze mit zwei Toren, stieg jedoch mit den Degerlochern als Tabellenletzter in die Regionalliga Süd ab. In der Saison 2009/10 wurde Tunjic mit 19 Toren Torschützenkönig der Regionalliga Süd.
Zur Saison 2010/11 ging er zum Drittligisten SpVgg Unterhaching. Für die Münchner Vorstädter erzielte er in der Saison 2010/11 sechs Tore in der 3. Liga und war damit zweitbester Torschütze des Vereins hinter Abdenour Amachaibou. Dabei erzielte er alle Treffer in der Hinrunde, als er unter Trainer Klaus Augenthaler Stammspieler war. In der Rückrunde kam Tunjić oft nur als Einwechselspieler zum Zuge und bestritt zusätzlich ein Spiel für die zweite Mannschaft der SpVgg in der fünftklassigen Bayernliga. In der folgenden Spielzeit war er mit zwei verwandelten Strafstößen am 3:2-Sieg der SpVgg gegen den Erstligisten SC Freiburg in der ersten Runde des DFB-Pokals beteiligt. Außerdem erzielte er in der Hinrunde bei 18 Einsätzen acht Tore und war damit der erfolgreichste Torjäger der SpVgg. Nachdem er mit insgesamt elf Toren zum Klassenerhalt der Hachinger in der Saison 2011/12 beigetragen hatte, wechselte Tunjić im Sommer 2012 zum Ligarivalen Rot-Weiß Erfurt, bei dem er die Nachfolge des von Marcel Reichwein antreten sollte. Im Mai 2014 trennte sich RW Erfurt wieder von ihm.
Anschließend wurde er vom Regionalligisten SV Elversberg verpflichtet; sein Vertrag lief bis 2016. In der Saison 2015/16 wurde er mit 21 Treffern Torschützenkönig der Liga. Insgesamt erzielte Tunjić in 67 Ligaspielen 38 Treffer für die SV. Nach Ende der Saison 2015/16 verließ er den Verein und schloss sich ablösefrei erneut den Stuttgarter Kickers an. Sein Vertrag lief zunächst bis 2018, doch nach dem Abstieg in die Oberliga einigte er sich mit dem Verein darauf, ein weiterhin Jahr für die Kickers zu spielen. Am Ende wurden es bis zum Sommer 2022 insgesamt sechs Spielzeiten dort, in denen er 75 Treffer in 135 Ligapartien erzielen konnte. Von 2022 bis 2024 war Tunjić dann für den Ligarivalen 1. Göppinger SV aktiv und schaffte auch dort den Aufstieg in die Regionalliga Südwest. Anschließend wechselte der mittlerweile 36-jährige Stürmer zum Siebtligisten Donzdorfer JC in die Landesliga Württemberg. Nachdem Donzdorf im Februar 2025 Insolvenz anmelden musste und der Spielbetrieb eingestellt wurde, schloss sich Tunjić im März 2025 dem Verbandsligisten TV Echterdingen an.

## Erfolge
- Bayerischer Toto-Pokalsieger: 2012
- Saarlandpokalsieger: 2014
- WFV-Pokalsieger: 2022

## Auszeichnungen
- Torschützenkönig der Regionalliga Südwest: 2016 (21 Tore)
- Torschützenkönig der Oberliga Baden-Württemberg: 2020 (19 Tore),